# Bortchou
Bortchou ou Bo’ortchu fut l'ami et l'un des généraux de Gengis Khan.

## Famille
Né vers 1163, il est le fils d'un riche éleveur de chevaux, Naqu Bayan, du clan des Arulad.

## Biographie
En 1176, il rencontre pour la première fois Temüjin (futur Gengis Khan), il aide celui-ci à se venger des voleurs qui ont volé à la famille de Temunjin huit chevaux. En 1177/8, il accompagne Temüjin à son mariage avec Börte.

## Littérature
- Le Loup mongol : roman d'Homéric dont Bortchou est le narrateur et personnage principal (avec Gengis Khan).